# Szenako
Szenako – wieś w Gruzji, w regionie Kachetia, w gminie Achmeta. W 2014 roku liczyła 4 mieszkańców.